# Javier Escrivá
Javier Escrivá de Scorcia y Berges (Valencia; 21 de julio de 1930 - Medina del Campo, Valladolid; 18 de julio de 1996) fue un actor español de cine, teatro y televisión.

## Biografía
Diplomado en Genealogía, Heráldica y Derecho Nobiliario, se trasladó desde su ciudad natal a Madrid, donde inició su trayectoria interpretativa, que, condicionada por su físico, le llevó a interpretar papeles de galán, aunque también abundaron los personajes atormentados de calado dramático.
La fama le llegó en 1959 al interpretar al misionero (hoy santo) Padre Damián en la película Molokai, la isla maldita, de Luis Lucia, que obtuvo un rotundo éxito entre el público español. 
Pese al éxito de la película, comenzó a labrarse una carrera en el teatro, donde interpretó obras como El cerco de Numancia, Julio César, Llama un inspector, Fuenteovejuna, Divinas palabras, Tango, Cyrano de Bergerac o La celestina.
En 1971 alcanzó de nuevo un gran éxito, al protagonizar la serie de TVE Visto para sentencia, tras la cual relanzó su carrera tanto en cine como en televisión. En la pantalla grande se sucedieron los títulos en los que alternó drama y comedia, trabajando con directores como Pedro Olea, Pedro Lazaga o Eloy de la Iglesia.
En televisión intervino en varias obras del espacio Estudio 1, así como en las series Goya, Segunda enseñanza (1986) o Régimen abierto (1986) o Réquiem por Granada (1991).
En teatro, estrenó a Antonio Buero Vallejo en Lázaro en el laberinto (1986) y repuso Don Juan Tenorio (1990), en el Español, y La muralla (1993), de Joaquín Calvo Sotelo.
Apartado del mundo de la interpretación, sus últimos años los dedicó a su empresa de subastas de joyas y obras de arte, aunque retornó a televisión con las series Yo, una mujer (1996), de Ricardo Franco, y Este es mi barrio (1996), de Vicente Escrivá, ambas para Antena 3. 

### Fallecimiento
Falleció en un accidente de tráfico el 18 de julio de 1996 a los 65 años de edad, en la ciudad vallisoletana de Medina del campo, al salir despedido del coche en el que viajaba, a causa de un reventón en la rueda izquierda del vehículo que chocó contra una valla y un camión. En el siniestro acaecido a las 13:30 h en el kilómetro 160 de la carretera N-VI Madrid - La Coruña, resultaron heriodos la esposa de Escrivá, María Dolores González y otro matrimonio amigos de la pareja que viajaban con ellos. Sus restos mortales fueron incinerados en el cementerio de las Contiendas a las afueras de la ciudad de Valladolid.

## Premios
- 1959: Medalla del Círculo de Escritores Cinematográficos al mejor actor principal por Molokai.[3]

- Fotogramas de Plata (1959). Mejor intérprete de cine español por Molokai.

- Premio del Sindicato Nacional del Espectáculo (1974) por El chulo.[4]

- Premio Ondas

## Filmografía

### Cine
| Año  | Título                        | Personaje           | Dirección                    |
| ---- | ----------------------------- | ------------------- | ---------------------------- |
| 1995 | Hermana, pero ¿qué has hecho? | Abogado defensor    | Pedro Masó                   |
| 1988 | El tesoro                     | Delegado            | Antonio Mercero              |
| 1988 | La diputada                   | Antonio Cortezo     | Javier Aguirre               |
| 1987 | Veredicto implacable          | Don Fernando        | Mariano Ozores               |
| 1985 | Nosotros en particular        | Rector              | Domingo Solano               |
| 1982 | Los embarazados               | Eduardo Villa       | Joaquín Coll Espona          |
| 1980 | Aquella casa en las afueras   | Joaquín             | Eugenio Martín               |
| 1980 | Mamá, levántate y anda        | Gustavo             | Andrés Velasco               |
| 1979 | Marián                        | Marcos Salazar      | Luis Martínez Cortés         |
| 1978 | Poseída                       | Fabio               | Giulio Petroni               |
| 1978 | La ocasión                    | Pablo               | José Ramón Larraz            |
| 1978 | Suave, cariño, muy suave      | Alfredo             | Luis María Delgado           |
| 1977 | Secretos de alcoba            |                     | Francisco Lara Polop         |
| 1977 | Clímax                        | Don Alfonso         | Francisco Lara Polop         |
| 1977 | ¡Susana quiere perder... eso! | Julian              | Carlos Aured                 |
| 1976 | Adulterio a la española       | Fernando            | Arturo Marcos                |
| 1976 | Las camareras                 | Jorge               | Joaquín Coll Espona          |
| 1976 | La noche de los cien pájaros  | Enrique             | Rafael Romero Marchent       |
| 1976 | La amante perfecta            | El Grande           | Pedro Lazaga                 |
| 1976 | La Espuela                    | Enrique Medina      | Roberto Fandiño              |
| 1975 | Las bodas de Blanca           | José                | Francisco Regueiro           |
| 1975 | El clan de los Nazarenos      | Chris               | Joaquín Luis Romero Marchent |
| 1975 | En la cresta de la ola        | Profesor Oñate      | Pedro Lazaga                 |
| 1975 | Tu dios y mi infierno         | Marcel              | Rafael Romero Marchent       |
| 1975 | Juego de amor prohibido       | Don Luis            | Eloy de la Iglesia           |
| 1975 | Los casados y la menor        | Jaime               | Joaquín Coll Espona          |
| 1975 | Un lujo a su alcance          | Invitado a la boda  | Ramón Fernández              |
| 1974 | El amor empieza a medianoche  | Ricardo             | Pedro Lazaga                 |
| 1974 | El chulo                      | Carlos              | Pedro Lazaga                 |
| 1974 | Tormento                      | Pedro Polo          | Pedro Olea                   |
| 1973 | Don Quijote cabalga de nuevo  | Miguel de Cervantes | Roberto Gavaldón             |
| 1972 | Viajes con mi tía             | Amante de Augusta   | George Cukor                 |
| 1972 | El vikingo                    | Don Luis Alcoriza   | Pedro Lazaga                 |
| 1965 | La vuelta                     | José Luis           | José Luis Madrid             |
| 1964 | Isidro el labrador            | Isidro el labrador  | Rafael J. Salvia             |
| 1963 | Los muertos no perdonan       | Javier Alcazar      | Julio Coll                   |
| 1962 | Milagro a los cobardes        | Rubén               | Manuel Mur Oti               |
| 1960 | La rana verde                 | Enrique             | Josep Maria Forn             |
| 1960 | El príncipe encadenado        | Segismundo          | Luis Lucia                   |
| 1959 | Molokai, la isla maldita      | Damián de Veuster   | Luis Lucia                   |

### Series de Televisión
| Año  | Título                   | Personaje               |
| ---- | ------------------------ | ----------------------- |
| 1996 | Este es mi barrio        | Don Silvio              |
| 1996 | Juntas pero no revueltas | Leonardo                |
| 1996 | Yo, una mujer            | Herminio                |
| 1994 | Compuesta y sin novio    | Anselmo                 |
| 1993 | Truhanes                 | Beltrán                 |
| 1991 | Réquiem por Granada      | Ismael                  |
| 1990 | La forja de un rebelde   | General Primo de Rivera |
| 1990 | Brigada Central          | Balaguer                |
| 1989 | Primera Función          |                         |
| 1986 | Régimen abierto          | Don Julio               |
| 1986 | Segunda enseñanza        | Alfonso Salas           |
| 1985 | Goya                     | Bernardo de Iriarte     |
| 1983 | La comedia               | Carlos Norton           |
| 1983 | Un encargo original      |                         |
| 1982 | Estudio 1                |                         |
| 1981 | Ficciones                |                         |
| 1972 | Hora once                |                         |
| 1971 | Visto para sentencia     | Fiscal Luque            |